# Xysticus
Die Echten Krabbenspinnen (Xysticus), auch Buschkrabbenspinnen genannt, ist eine Gattung der Webspinnen aus der Familie der Krabbenspinnen (Thomisidae). Die artenreiche Gattung ist fast weltweit verbreitet und auch in Mitteleuropa mit etwa 26 Arten vertreten.

## Merkmale
Die Arten der Gattung der Echten Krabbenspinnen sind meist klein bis mittelgroß. Die Weibchen der mitteleuropäischen Arten erreichen maximal 10 mm Körperlänge, die Männchen sind mit einer Körperlänge von etwa 3–5 mm etwa halb so groß. Die mitteleuropäischen Arten sind durchweg unauffällig gefärbt, die Grundfarbe sind meist Braun- oder Grautöne. Der im Vergleich zum Hinterkörper (Opisthosoma) meist nur wenig kleinere Vorderkörper (Prosoma) zeigt bei vielen Arten in der Mitte ein breites, helles Längsband, das einen vorne breiten und nach hinten spitz zulaufenden, also etwa V-förmigen, dunkel abgesetzten Fleck zeigt. Das Opisthosoma ist deutlich abgeflacht und zeigt bei den meisten Arten eine in der Mitte breit unterbrochene, dunkle Blattzeichnung, die häufig innen mehrfach stark eingebuchtet ist. 
Die Arten Mitteleuropas sind einander häufig sehr ähnlich; die sichere Bestimmung ist daher in den meisten Fällen nur durch die mikroskopische Untersuchung der Geschlechtsorgane (genitalmorphologisch) möglich.

## Verbreitung und Arten
Die Echten Krabbenspinnen sind fast weltweit verbreitet, sie fehlt nur in Südamerika. Von den derzeit rund 360 beschriebenen Arten der Gattung kommen etwa 71 in Europa vor und davon etwa 26 in Mitteleuropa. Es werden aber auch in Europa durch genaue Untersuchungen immer noch neue Arten entdeckt, die bisher anderen Arten zugeordnet worden sind, darunter Xysticus pseudocristatus Azarkina & Logunov, 2001 und Xysticus brevidentatus Wunderlich, 1995, von der das Weibchen erst 2003 beschrieben wurde.
Mitteleuropäische Arten sind zum Beispiel: 
- Anspruchslose Krabbenspinne (Xysticus kochi)
- Baumkrabbenspinne oder Rötliche Buschkrabbenspinne (Xysticus lanio)
- Braune Krabbenspinne oder Kamm-Buschkrabbenspinne (Xysticus cristatus)
- Gestreifte Krabbenspinne (Xysticus lineatus)
- Graskrabbenspinne (Xysticus erraticus)
- Heidekrabbenspinne (Xysticus acerbus)
- Magerrasen-Krabbenspinne oder Zweigestreifte Buschkrabbenspinne (Xysticus bifasciatus)
- Sumpfkrabbenspinne (Xysticus ulmi)
- Xysticus luctuatus
- Zwillingskrabbenspinne oder Dunkle Buschkrabbenspinne (Xysticus audax)

## Lebensweise
Die Gattung der Echten Krabbenspinnen baut wie alle Krabbenspinnen keine Fangnetze. Die Tiere halten sich als Lauerjäger meist in der Vegetation auf Blättern auf; die Beute wird mit den vergrößerten ersten beiden Beinpaaren ergriffen und durch einen Biss getötet. 